# 8282 Делп
8282 Делп (8282 Delp) — астероїд головного поясу, відкритий 10 вересня 1991 року.
Тіссеранів параметр щодо Юпітера — 3,203.